# Lloviu virus
Lloviu virus (LLOV) patří do rodu Cuevavirus z čeledi Filoviridae. Jeho jméno bylo odvozeno z jeskyně, ve které byl poprvé nalezen. LLOV je fylogeneticky odlišný od jiných filovirů a je vzdálený příbuzný běžně známých virů Ebola a Marburg. Podle Baltimorovy klasifikace patří LLOV do V. třídy.

## Výskyt
LLOV byl objeven v roce 2011 u netopýrů Létavce stěhovavého (druh Miniopterus schreibersii), kteří byli nalezení uhynulí již v roce 2002 v Cueva del Lloviu ve španělské Asturii. Dále pak byli nalezení také ve španělské Kantábrii a v jeskyních ve Francii a Portugalsku. Dosud nebylo prokázáno, že virus je etiologickým původcem nové choroby netopýrů. U zdravých Létavců stěhovavch totiž nebylo zjištěno, zdali obsahují stopy tohoto viru. Pitva mrtvých netopýrů neodhalila žádné makroskopické změny, ale mikroskopické vyšetření naznačilo virovou pneumonii. Nejsou k dispozici žádné informace o tom, zda LLOV infikuje lidi. Cueva del Lloviu je však často navštěvována turisty a dosud nebyly pozorovány žádné lidské infekce ani nemoci, což naznačuje, že LLOV může být druhým filovirem, který není pro člověka patogenní (prvním z nich je virus Reston (RESTV)).

## Historie
V roce 2010 byl druh a rod Cuevavirus navržen jako nezávislý. V červenci 2013 ratifikoval Mezinárodní výbor pro taxonomii virů (ICTV) druh a rod Cuevavirus, a proto je nyní název kurzívou.Od roku 2015 byla ze severního Španělska hlášena séroreaktivita dalších Létavců stěhovavých, což naznačuje cirkulaci viru mezi těmito koloniemi netopýrů. Zvířata pozitivní na PCR detekci však nebyla nalezena. V letech 2013, 2016 a 2017 byly z Maďarska hlášeny další úhyny netopýrů. Přítomnost LLOV byla potvrzena u jatečně upravených těl netopýrů z roku 2016, která měla hemoragické příznaky.

## Strukutura
Struktura LLOV virionů dosud nebyla popsána. Stejně jako u všech ostatních filovirů se předpokládá, že viriony LLOV budou vláknité částice, které se mohou objevit ve tvaru připomínajícím špagetu, či ve tvaru „U“ nebo „6“, a mohou být stočené nebo rozvětvené. Očekává se, že jejich průměr bude 80 nm na šířku, ale budou se lišit v délce. Genom LLOV naznačuje, že částice LLOV se skládají ze sedmi strukturních proteinů. Ve středu je spirálovitá nukleokapsida, která sestává z genomové RNA obalené kolem polymeru nukleoproteinů (NP). S nukleoproteinem je spojena RNA-dependentní RNA polymeráza (L) s polymerázovým kofaktorem (VP35) a transkripčním aktivátorem (VP30). Nukleoprotein je zabudován do matrixu, tvořený hlavními (VP40) a vedlejšími (VP24) matrixovými proteiny. Tyto částice jsou obklopeny lipidovou membránou odvozenou z membrány hostitelské buňky. Membrána ukotvuje glykoprotein (GP1, GP2), který vyčnívá 7-10nm hroty na povrchu buňky. I když jsou lloviuviriony strukturně téměř identické s ebolaviriony a marburgviriony, mohou být od obou odlišné (stejně jako od sebe navzájem).

## Organizace genomu
LLOV ještě nebyl izolován v tkáních nebo v živých zvířatech, ale jeho genom již byl stanoven. Stejně jako všechny ssRNA viry, obsahují viriony LLOV lineární nesegmentovaný jednořetězcový genom RNA negativní polarity, který s největší pravděpodobností obsahuje inverzně komplementární 3' a 5' konce. Nemá 5' čepičku, neobsahuje poly(A) konec a není kovalentně spojen s proteinem. Genom LLOV je pravděpodobně přibližně 19 tisíc párů bází dlouhý a obsahuje sedm genů v pořadí 3'-UTR-NP-VP35-VP40-GP-VP30-VP24-L-5'-UTR. Na rozdíl od ebolavirů a marburgvirů, které syntetizují sedm mRNA k expresi sedmi strukturních proteinů se zdá, že LLOV produkuje pouze šest mRNA, tj. jedna mRNA (VP24 / L) je považována za bicistronickou. LLOV místa genomové transkripce jsou identická s místy genomů ebolaviru, ale liší se od genomů marburgviru. LLOV transkripční iniciační místa jsou jedinečná.
Aktualizovaná data genomu byla získána z maďarských vzorků v roce 2020 pomocí techniky sekvenování Nanopore.

## Replikace
Předpokládá se, že životní cyklus LLOV začíná připojením virionu ke specifickým receptorům na buněčném povrchu, vniknutím do buňky, fúzí virionového obalu s endosomálními membránami a současným uvolněním virové nukleokapsidy do cytosolu. Glykoprotein LLOV (GP) je štěpen endosomálními cysteinovými proteázami (katepsiny). Tento štěpený glykoprotein interaguje s intracelulárním vstupním receptorem, Niemann-Pick C1 (NPC1). Virová RdRp nejdříve odkrývá nukleokapsid a  poté transkribuje geny z pozitivní mRNA. Tyto geny jsou poté translatovány do strukturních i nestrukturních proteinů. LLOV L se váže na jediný promotor umístěný na 3' konci genomu. Transkripce buď skončí za genem, nebo pokračuje k dalšímu genu. To znamená, že geny blízko 3' konce genomu jsou transkribovány v největším množství, zatímco ty směrem k 5' konci jsou nejméně pravděpodobně transkribovány. Z tohoto důvodu je pořadí genů jednoduchou, ale účinnou formou transkripční regulace. Nově syntetizované strukturní proteiny a genomy se samy shromažďují v blízkosti buněčné membrány. Viriony poté vznikají pučením z buněčné membrány. Nové zralé částice pak infikují další buňky, a cyklus se opakuje.